# 间苯二甲胺
间苯二甲胺，又称1,3-间苯二甲胺；1,3-二(氨甲基)苯；α,α'-二氨基间二甲苯。

## 理化性质
间苯二甲胺产品外观为无色液体，有杏仁味。久露空气中呈黄色。粘度与苯二甲酸二丁酯近似。溶于水和有机溶剂。 

## 用途
间苯二甲胺是一种性能优异且用途广泛的环氧树脂固化剂，也是重要的精细化工中间体，可用于合成聚氨酯、系列环氧树脂、橡胶助剂、光敏塑料、农药、纤维整理剂、防锈剂、螯合剂、润滑剂、纸加工剂和电子化学品等。
间苯二甲胺目前主要用于制造耐热、无毒、水下施工、加热快速固化的高性能环氧树脂固化剂，是聚氨酯树脂、合成功能性环氧树脂的原料，也用于橡胶制品、光敏塑料、农药、涂料、尼龙制品、纤维整理剂、防锈剂、螯合剂、润滑剂、纸加工等方面也有应用。

## 安全
间苯二甲胺属腐蚀性物品，强烈刺激皮肤和粘膜，能引起致敏效应，不慎与皮肤接触后，立即用大量肥皂水冲洗。不慎与眼睛接触后，请立即用大量清水冲洗并征求医生意见。
间苯二甲胺产品一般采用用塑料或铁桶包装，每桶180或200公斤装，防火，防潮，按易燃有毒物品规定贮运。
间苯二甲胺贮存于阴凉、干燥的库房内，温度不低于15℃。勿长期暴露在空气中，忌水，遇水失效。如果低温凝固时可稍热复原再用，不影响性能。